# Ieremia I al Constantinopolului
Ieremia I (în greacă Ιερεμίας Α΄, transliterat: Ieremias 1; n. secolul al XV-lea, Zitsa⁠(d), Zitsa Municipality⁠(d), Ioannina, Grecia – d. 13 ianuarie 1546, Vrața, Imperiul Otoman) a fost un cleric ortodox grec, care a îndeplinit funcția de patriarh ecumenic al Constantinopolului în două rânduri (1522-1524 și 1525-1546) în timpul domniei sultanului Soliman Magnificul.

## Biografie
Ieremia era originar din satul Zitsa, aflat în regiunea grecească Epir. și nu a beneficiat de educație școlară în copilărie. A primit o educație limitată, dar a avut abilități administrative excelente. A devenit arhiepiscop al Sofiei în anul 1513 sau mai înainte. La 31 decembrie 1522 Ieremia a devenit patriarh al Constantinopolului, după moartea lui Teolept I. Patriarhul ecumenic anterior, deși fusese favoritul sultanului Selim I, nu a putut să mai slujească liturghia la Sfântul Mormânt după înființarea Califatului Otoman (1517) și ocuparea de către otomani a teritoriilor patriarhiilor de Alexandria, Antiohia și Ierusalim.

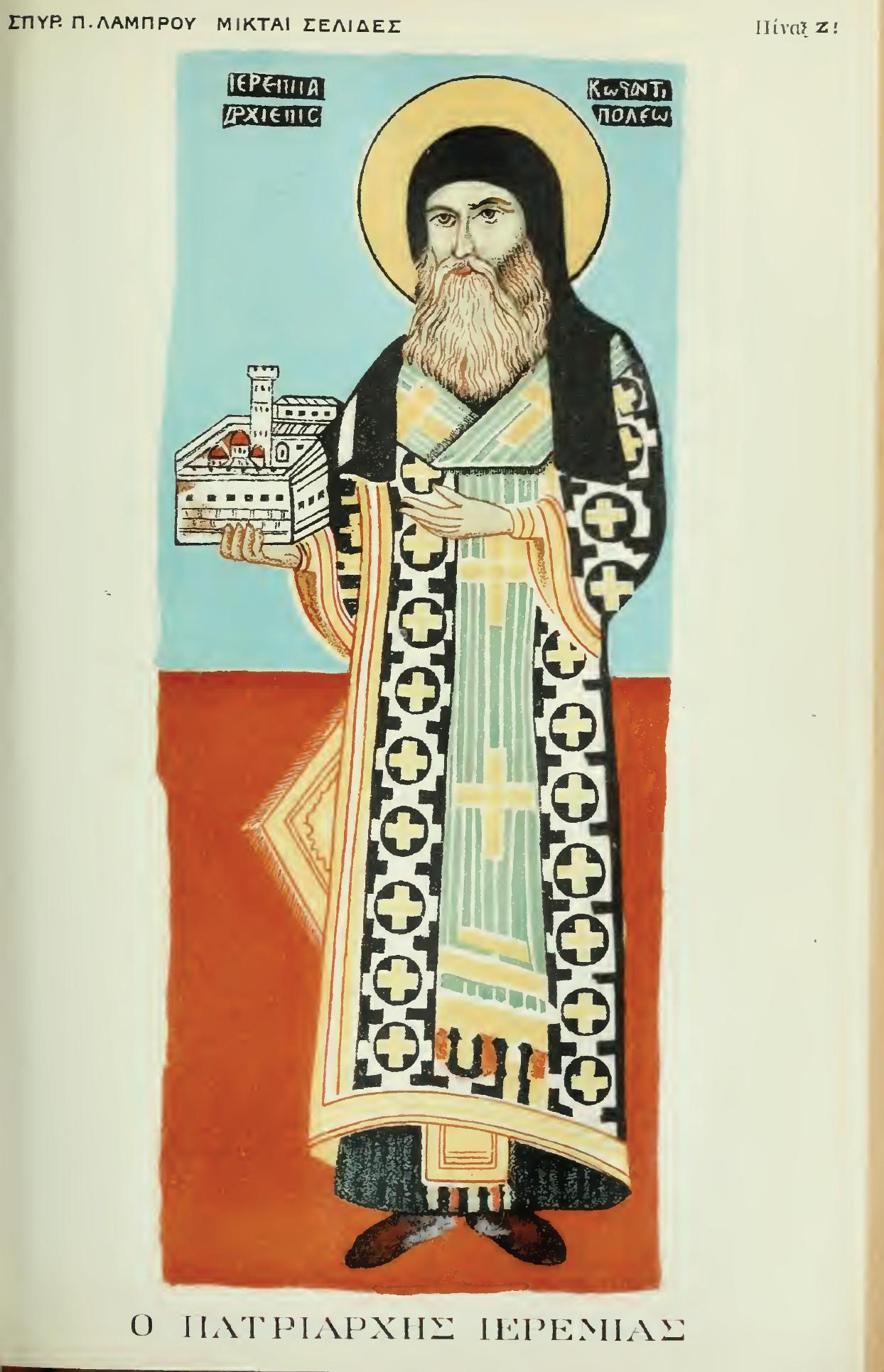
Patriarhul Ieremia I

La scurt timp după alegerea sa ca patriarh, Ieremia I a călătorit într-un turneu prin Cipru, Egipt, Sinai și Palestina. În timpul pelerinajului său la Ierusalim, un grup ostil de clerici și aristocrați din Constantinopol l-a destituit în mod necanonic din funcția de patriarh în aprilie sau mai 1524 și l-a ales în locul său pe mitropolitul Ioanichie I al Sozopolisului. Alegerea lui Ioanichie a fost recunoscută de sultanul Soliman Magnificul. În consecință, Ieremia a convocat un sinod la Ierusalim, unde i-a invitat pe patriarhii Ioachim I al Alexandriei, Mihail al V-lea al Antiohiei și Dorotei al II-lea al Ierusalimului; sinodul a hotărât excomunicarea lui Ioanichie și a susținătorilor săi. Revenit la Constantinopol, Ieremia a fost primit cu entuziasm de populație. El a fost repus în funcția de patriarh al Constantinopol la 24 septembrie 1525. Drept urmare, autoritatea sa a depășit-o semnificativ pe cea a patriarhilor predecesori, schimbați deseori în cursul secolul al XV-lea.
Printr-un decret patriarhal din 1536 fostul schit atonit Stavronichita, care aparținuse mănăstirii Cutlumuș și apoi, până în 1533, Mănăstirii Filoteu, a fost ridicat de patriarhul Ieremia I la rangul de mănăstire, devenind astfel cea de-a douăzecea mănăstire de la Muntele Athos. Aceasta este ultima mănăstire atonită recunoscută oficial. La invitația comunității atonite, patriarhul Ieremia s-a implicat personal în reconstrucția Mănăstirii Stavronichita, furnizând ajutorul necesar.  
În 1537 Ieremia a reușit să-l convingă pe sultanul Soliman Magnificul să abandoneze decizia transformării în moschei a bisericilor ortodoxe din orașele cucerite de otomani, dar această decizie nu a fost confirmată de succesorii lui Suleiman pe tronul otoman. Patriarhul a dedicat multă atenție locurilor sfinte ale Ortodoxiei, a susținut financiar repararea bisericilor și a întemeiat noi mănăstiri etc. Printre mănăstirile restaurate ca urmare a eforturilor sale se numără și Mănăstirea Hosios Lukas din Distomo, care a fost înscrisă ulterior în Patrimoniul Mondial UNESCO.
Patriarhul Ieremia a murit la 13 ianuarie 1546 în orașul Vrața (aflat azi în nord-vestul Bulgariei), în timp ce călătorea către Țara Românească.